# Sútor
Sútor este o comună slovacă, aflată în districtul Rimavská Sobota din regiunea Banská Bystrica. Localitatea se află la altitudinea de 205 m deasupra n.m., se întinde pe o suprafață de 13,26 km2 și în 2017 număra 587 de locuitori. Se învecinează cu Rimavská Sobota, Bakta - Rimavská Sobota⁠(d), Tomášovce, Rimavská Sobota, Bátka, Radnovce, Bottovo, Pavlovce, Belín și Rimavské Janovce.

## Istoric
Localitatea Sútor este atestată documentar din 1410.

## Demografie
| An:                | 1994 | 2004    | 2014    | 2024    |
| ------------------ | ---- | ------- | ------- | ------- |
| Număr de persoane: | 333  | 445     | 555     | 692     |
| Diferență:         |      | +33,63% | +24,71% | +24,68% |

| An:                | 2023 | 2024   |
| ------------------ | ---- | ------ |
| Număr de persoane: | 686  | 692    |
| Diferență:         |      | +0,87% |